# Walsheim

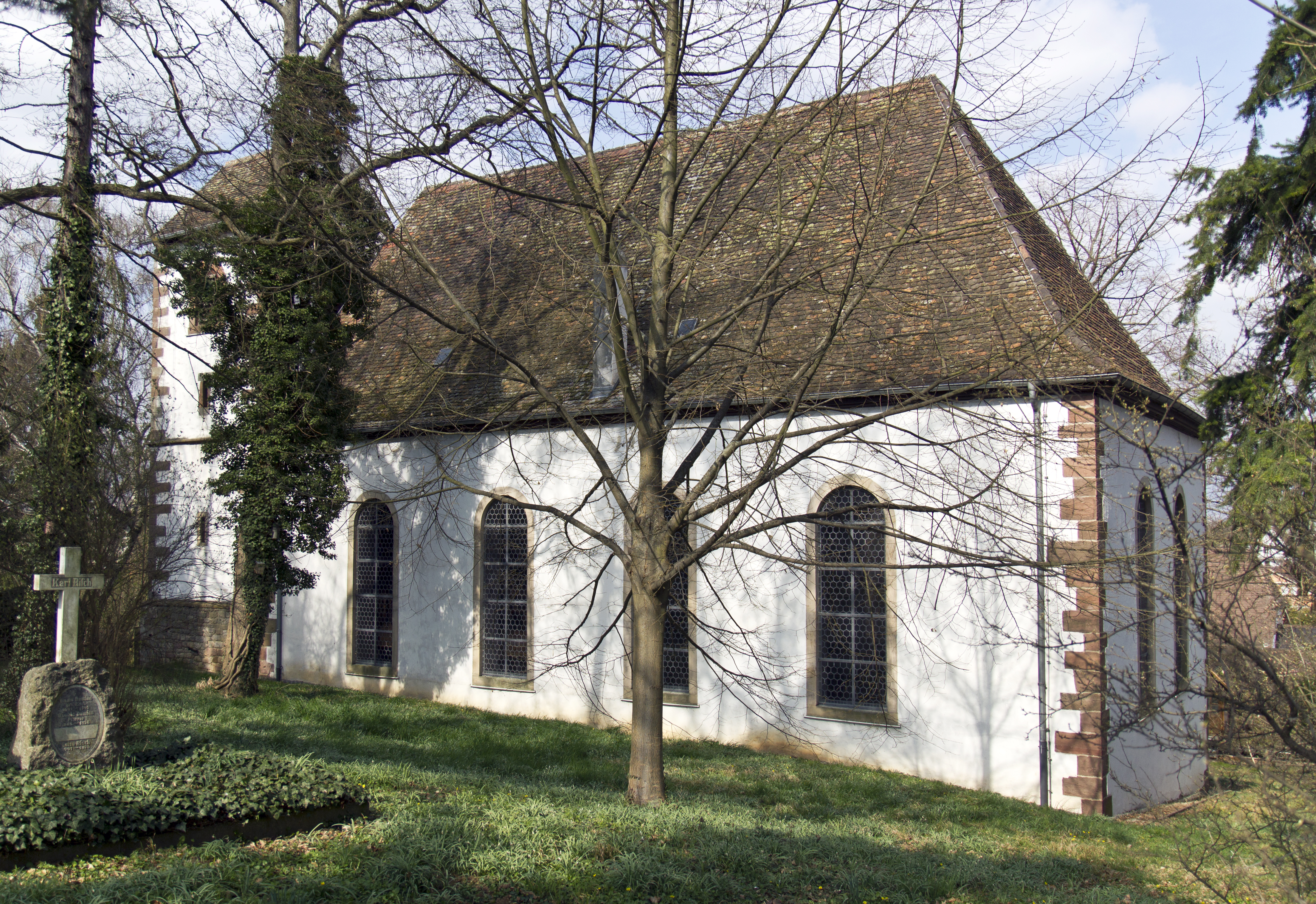
Denkmalgeschützte Kirche

Walsheim ist eine Ortsgemeinde im Landkreis Südliche Weinstraße in Rheinland-Pfalz. Die Gemeinde gehört zur Verbandsgemeinde Landau-Land an, die ihren Verwaltungssitz in der Stadt Landau in der Pfalz hat und innerhalb derer sie, gemessen an der Einwohnerzahl, die drittkleinste Ortsgemeinde ist.

## Geographie

### Lage
Walsheim liegt in der Region Weinstraße. Nachbargemeinden sind – im Uhrzeigersinn – Roschbach, Knöringen, Landau in der Pfalz, Böchingen und Flemlingen. Zur Gemeinde gehören zwei Exklaven im Pfälzerwald.

### Erhebungen und Gewässer
Durch das Siedlungsgebiet fließt der Hainbach, der in seinem Oberlauf die östliche Exklave durchfließt. Die weiter westlich liegende liegt am Eußerbach, der in diesem Bereich Katzenbach heißt. Sie umfasst die Südostflanke des 502,4 Meter hohen Kesselbergs.

## Geschichte
Der Name Walsheim wurde nach einer Urkunde des Klosters Lorsch mit dem dabei gelegenen Dorfe Roschbach im Jahre 769 erstmals erwähnt. In der karolingischen Zeit (800–911) hieß der Ort „Walahesheim“. Walsheim gehörte einst zur Vogteigerechtigkeit der alten Herrschaft Scharfeneck. Im Laufe der Jahrhunderte wurde das Dorf verschiedenen Obrigkeiten zugeteilt.
Erste Zeugnisse des Kirchenbaus sind für das Jahr 1321 belegt. Im Dreißigjährigen Krieg starben durch Hunger und Pest nach Aussage der Kirchenbücher im Jahre 1622 54 Einwohner, 1632 kamen 56 und 1633 49 Einwohner um. Bis Ende des 18. Jahrhunderts gehörte Walsheim zur Kurpfalz.
Weitere Unruhen brachten die Koalitionskriege. Walsheim lag im Vorfeld der französischen Festung Landau (mit Nußdorf, Dammheim, Queichheim) und war stets Grenzgebiet. 1794 besetzten französische Revolutionstruppen die Schleid-Anhöhe neben der Kirche. In Edesheim standen die Preußen unter General Blücher. Die Kirche wurde am 30. Juni 1794 völlig zerstört.
Von 1798 bis 1814, als die Pfalz ein Teil der Französischen Republik (bis 1804) und anschließend des Napoleonischen Kaiserreichs war, war Walsheim in den Kanton Edenkoben eingegliedert und unterstand der Mairie Böchingen. 1815 wurde die Gemeinde Österreich zugeschlagen. Bereits ein Jahr später wechselte der Ort wie die gesamte Pfalz in das Königreich Bayern. 1817 kam er in den Kanton Landau. Von 1818 bis 1862 gehörte er zum Landkommissariat Landau; aus diesem ging das Bezirksamt Landau  hervor.
Ab 1939 war der Ort ein Bestandteil des Landkreises Landau in der Pfalz. Nach dem Zweiten Weltkrieg wurde Walsheim innerhalb der französischen Besatzungszone ein Teil des damals neu gebildeten Landes Rheinland-Pfalz. Im Zuge der ersten rheinland-pfälzischen Verwaltungsreform wechselte Walsheim am 7. Juni 1969 in den neu geschaffenen Landkreis Landau-Bad Bergzabern, der 1978 in Landkreis Südliche Weinstraße umbenannt wurde. 1972 wurde die Gemeinde der ebenfalls neu gebildeten Verbandsgemeinde Landau-Land zugeordnet.

## Einwohnerentwicklung
Aus dem Jahr 1785 wird berichtet, dass in Walsheim 86 Familien mit 288 Angehörigen ansässig waren. Im Jahr 1802 waren es schon 395 und 1836 627 Einwohner. 1815 hatte die Gemeinde insgesamt 508 Einwohner. Am 31. Dezember 2014 hatte Walsheim 592 Einwohner.

## Politik

### Gemeinderat

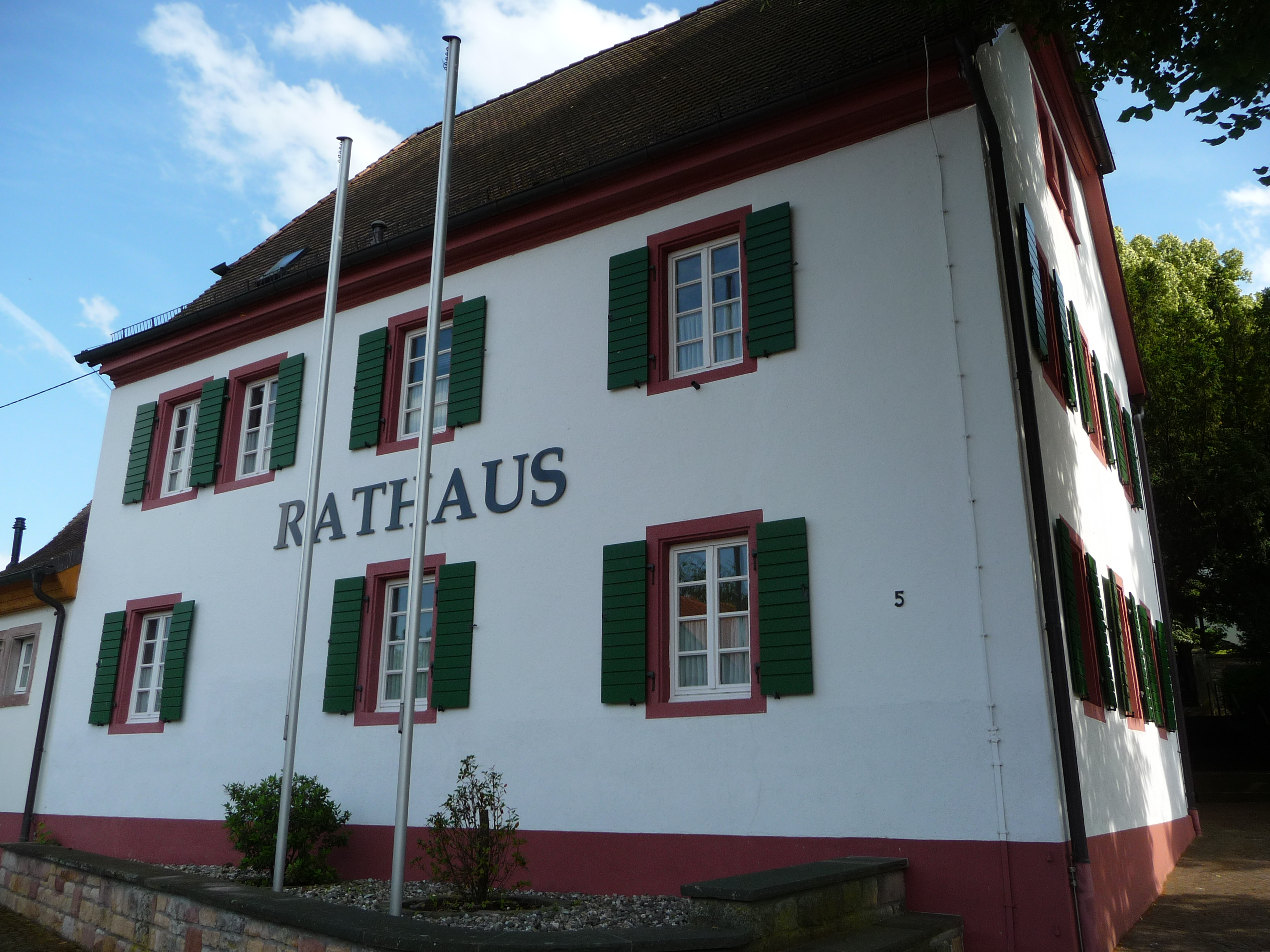
Rathaus

Der Gemeinderat in Walsheim besteht aus zwölf Ratsmitgliedern, die bei der Kommunalwahl am 9. Juni 2024 in einer Mehrheitswahl gewählt wurden, und dem ehrenamtlichen Ortsbürgermeister als Vorsitzendem.

### Bürgermeister
Jörg Keller wurde im Juli 2017 Ortsbürgermeister von Walsheim. Bei der Direktwahl am 26. Mai 2019 wurde er mit einem Stimmenanteil von 89,09 % und am 9. Juni 2024 als einziger Bewerber mit 86,8 % jeweils für weitere fünf Jahre in seinem Amt bestätigt. Sein Vorgänger Klaus Degen war Ende März 2017 nach 18 Jahren Amtszeit aus persönlichen Gründen zurückgetreten.

### Wappen
| Wappen von Walsheim | Blasonierung: „Durch eine eingebogene goldene Spitze, darin ein schwebender blauer Ring, gespalten, rechts in Schwarz ein linksgewendeter rotbewehrter, -bezungter und -bekrönter goldener Löwe, links von Silber und Blau gerautet.“ |
| Wappen von Walsheim | |

## Kultur und Sehenswürdigkeiten

### Kulturdenkmäler
Im Ort befinden sich zehn Objekte, die unter Denkmalschutz stehen, darunter die heutige Kirche. Letztere wurde am ersten Sonntag im September des Jahres 1812 eingeweiht, was der Tag der Walsheimer Kerwe (Kirchweih) wurde.

### Plattengrab
Ein fränkisches Plattengrab aus dem 12. bis 13. Jahrhundert wurde um die Jahrhundertwende im Silberberg bei Rodungsarbeiten freigelegt, dem ein römischer Grabstein als Abdeckung diente. Es hatte eine Höhe von 1,86 m und eine Breite von 0,96 m. Zu erkennen ist die Darstellung eines Totenmahls; links sieht man die Füße einer stehenden Figur vor einer Ruheliege. Auf dem Boden steht ein einhenkliges Gefäß, auf einem dreibeinigen Tisch zwei Becher, dazwischen ein größeres Gefäß. Die Inschrift lautet:
„D(is) M(anibus)/ eterne quieti (et)erne securit/ atis Barbatus Silvester/ d(ecurio) C(ivitatis) N(emetum) Arbirius et Silvanus et Silvio(n)i Severo fratres patri carissimo/ et Rusticus ne(p)os f(aciendum) c(uraverunt)“. (Zum Totengedenken an Barbatus Silvester, dem Speyerer Ratsherrn, errichtet von den Brüdern Arbirius, Silvanus und Severus ihrem teuren Vater und von Vetter Rusticus.)

### Natur

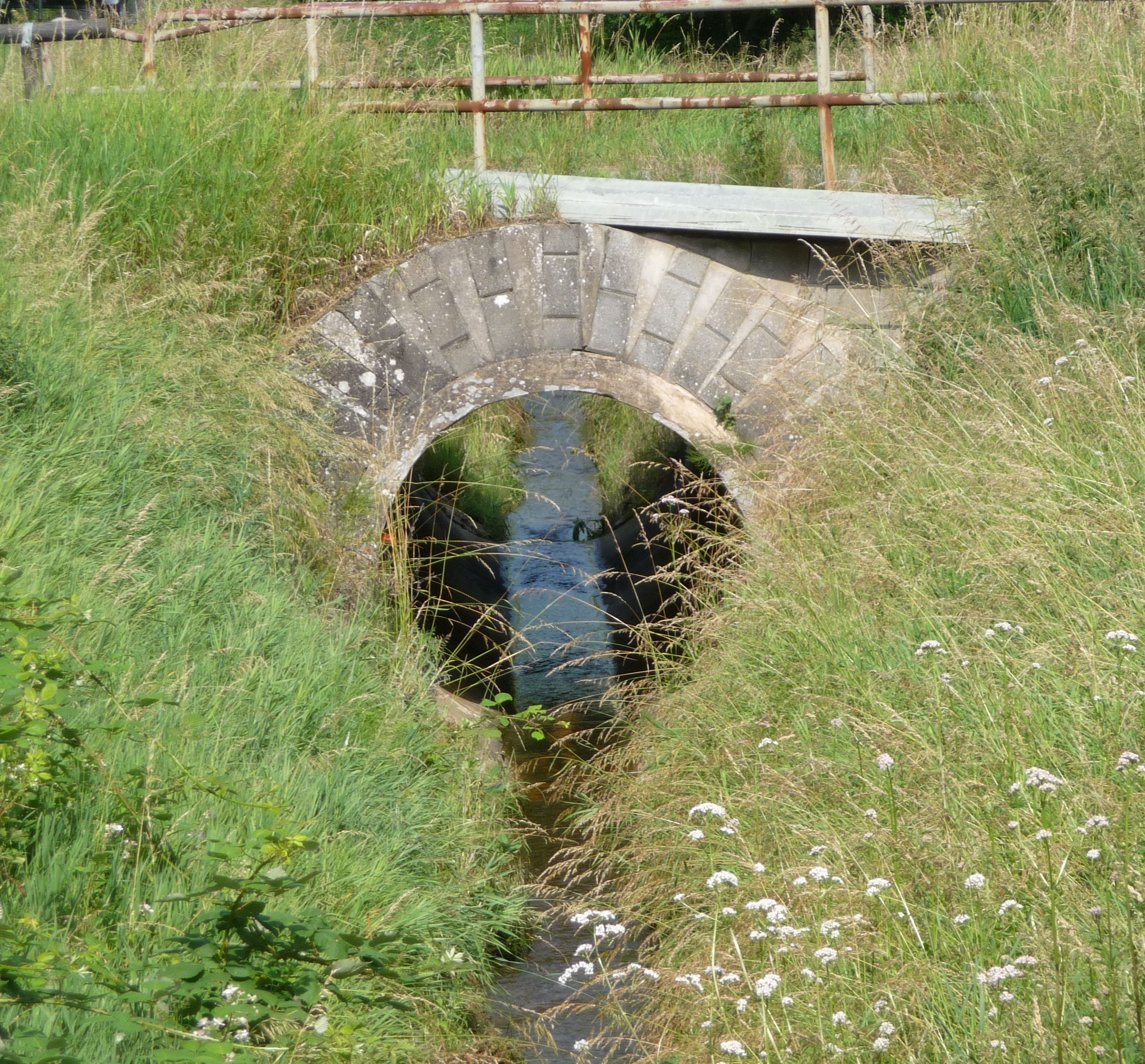
Hainbach innerhalb von Walsheim

Einziges Naturdenkmal vor Ort ist ein Ensemble von Linden an der Kirche.

## Wirtschaft und Infrastruktur

### Wirtschaft

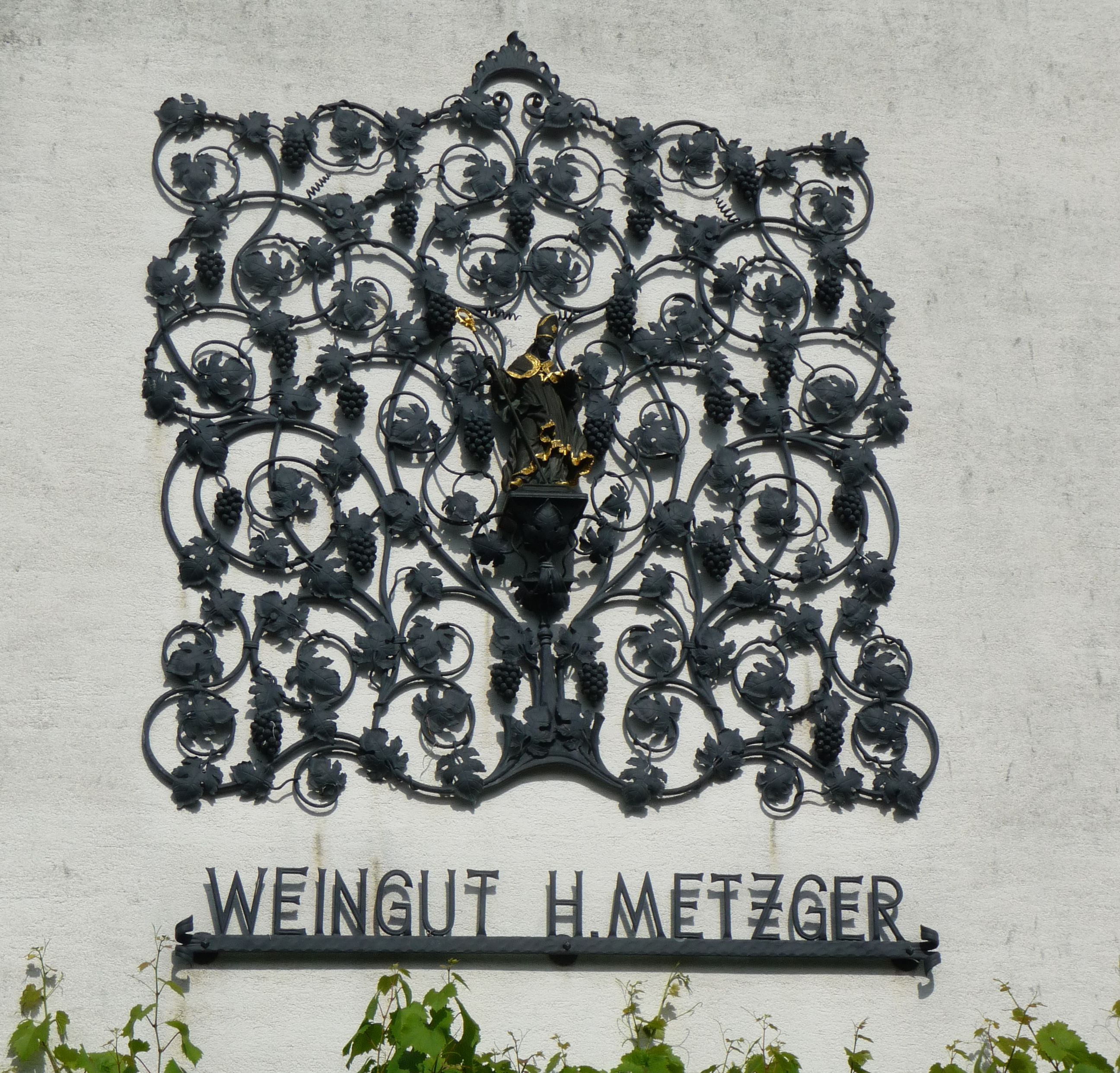
Weingut in Walsheim

Die Gemeinde ist ein Weinort. Vor Ort befindet sich die Einzellage Silberberg mit den Sublagen Am Forstweg, Linzenbuckel und Hühnerberg. Der Weinbau ist infolge der im Jahre 1964 begonnenen und im Zuge einer in fünf Abschnitten im Abstand von vier Jahren durchgeführten und 1980 abgeschlossenen Flurbereinigung zur Monokultur geworden. Im Zuge der Haingeraide war der Ort an der zweiten Haardtgeraide – alternativ Mittel-Haingeraide genannt – beteiligt, die in der frühen Neuzeit aufgelöst und die teilweise der Gemeinde unterstellt wurde. Das Weingut Heinz Pfaffmann zählt zu den größten privaten Weingütern Deutschlands.

### Verkehr
Die Gemeinde ist über die Buslinie 501 und 539 des Verkehrsverbundes Rhein-Neckar an das Nahverkehrsnetz angebunden, die nach Landau und Neustadt an der Weinstraße führt.

### Einrichtungen
Öffentliche Einrichtungen wie Friedhof, Feuerwehrhaus mit Vorplatz, Bushaltestelle, Walsheimer Hütte und Bücherei sind in der Obhut der Ortsgemeinde. 1987 hat die Ortsgemeinde das Neubaugebiet Litscheäcker erschlossen und zwischenzeitlich den Buswendeplatz im Rahmen des Dorfentwicklungsplanes mit Grünflächen umgestaltet. Im Haushalt 1993 berücksichtigte die Gemeinde den Ausbau eines Festplatzes am Sportplatz einschließlich der Erneuerung der Vorderflächen an der Süd- und Westseite der Sporthalle. Eigenleistungen des TSV Walsheim schufen die Sporthalle, die  im Eigentum der Gemeinde verblieb und allen örtlichen Vereinen und der Gemeinde für kulturelle Veranstaltungen als Dorfgemeinschaftshaus zur Verfügung steht.
In den Hochstücken und nördlich der L 513 wurde Baugelände erschlossen. Nach Durchführung der Kanalisation wurden die Gemeindestraßen mit Gehwegen ausgebaut (Abschluss 1982). Hygienischer Fortschritt war der Ausbau des Hainbachs im Ortsbereich mit Wasserpflaster. Die Walsheimer Gruppe sichert die Wasserversorgung; die Entsorgung erfolgt durch die gemeinschaftliche Kläranlage in Hochstadt. Die Grund- und Hauptschule sind den Schulzweckverbänden Nußdorf und Landau zugeteilt. Die Kleinkinder werden im Kindergarten des Zweckverbandes Walsheim-Knöringen betreut.

## Persönlichkeiten

### Ehrenbürger
- 1999: Walter Heil (* 16. August 1922; † 12. Februar 2017), Altbürgermeister, verliehen für sein Engagement während seiner Zeit als Ortsbürgermeister von Walsheim.[12]

### Söhne und Töchter des Ortes
- Oswald Damian (1889–1978), Pfarrer

### Persönlichkeiten, die vor Ort gewirkt haben
- Franz Xaver Schädler (1852–1913), 1881/82 Pfarrer von Walsheim, später Domkapitular in Bamberg, Abgeordneter des Zentrums im Bayerischen Landtag und im Deutschen Reichstag, dort bis 1913 stellvertretender Fraktionsvorsitzender.